# 후나오카정 (돗토리현)
후나오카정(郡家町)은 돗토리현 동부에 위치했던 정이며 야즈군에 속했다.
2005년 3월 31일에 합병으로 야즈정이 되었다.

## 역사
- 1889년 10월 1일 - 정촌제 시행과 함께 야가미군 합병전의 정역인 후나오카촌이 성립하였다.
- 1896년 4월 1일 - 관할구역이 야즈군으로 변경되어 야즈군 후니오카촌이 되었다.
- 1952년 11월 1일 - 후니오카촌이 정으로 승격해 후니오카정이 되었다.
- 1952년 11월 3일 - 2개의 촌이 합병해 새로운 후니오카촌이 성립하였다.
- 2005년 3월 31일 - 고게정, 핫토정과 합병해 야즈정이 성립하였다. 동일 후니오카정은 폐지되었다.

## 개요
구 후나오카 정사무소는 현재 하치가시라 정사무소 후나오카 청사가 사용하고 있다.

## 교통

### 철도
- 와카사 철도 와카사 선

### 도로
- 국도 29호선
- 국도 482호선